# Elroy Smith
Elroy Alexander Smith (ur. 30 listopada 1981 w Silk Grass) – belizeński piłkarz występujący na pozycji obrońcy, obecnie zawodnik honduraskiego Platense. Z 35 meczami na koncie jest rekordzistą pod względem liczby występów w reprezentacji Belize. Jego kuzyn Harrison Róches również jest piłkarzem.

## Kariera klubowa
Smith rozpoczynał swoją piłkarską karierę w drugoligowej drużynie Valley Pride z siedzibą w mieście Pomona. W późniejszym czasie przeszedł do występującego w najwyższej klasie rozgrywkowej klubu Print Belize Griga z Dangrigi, jednak nie zdołał odnieść z nim żadnych sukcesów, głównie walcząc o utrzymanie. Po kilku miesiącach podpisał umowę z inną ekipą z tego samego miasta – New Site Erei. Tam szybko wywalczył sobie pewne miejsce w pierwszym składzie i w sezonie 2005/2006 zdobył z nim swoje pierwsze w karierze mistrzostwo Belize. Sukces ten powtórzył jeszcze w kolejnych rozgrywkach, w 2006. Bezpośrednio po tym osiągnięciu został graczem trzeciego zespołu z miasta Dangriga – Wagiya FC. W barwach tego klubu zanotował z kolei tytuł wicemistrza kraju podczas jesiennych rozgrywek 2006, również mając niepodważalną pozycję w wyjściowej jedenastce.
Latem 2007 Smith wyjechał do Hondurasu, przechodząc do tamtejszej drużyny Deportes Savio z siedzibą w Santa Rosa de Copán. Tam spędził kolejne trzy lata w roli podstawowego piłkarza, występując w nim wraz ze swoimi rodakami Harrisonem Róchesem i Deonem McCaulayem, lecz nie zanotował żadnego osiągnięcia, plasując się przeważnie w środku ligowej tabeli. Jego udane występy zaowocowały jednak transferem do znacznie bardziej utytułowanego CD Marathón. W ekipie z San Pedro Suli pełnił jednak głównie rolę rezerwowego, wobec czego po upływie roku powrócił do Savio, którego barwy po raz drugi reprezentował przez kolejne dwanaście miesięcy. W połowie 2012 roku podpisał kontrakt z zespołem CD Vida z miasta La Ceiba, gdzie jako podstawowy zawodnik spędził kolejne dwanaście miesięcy, po czym został zawodnikiem CD Platense z siedzibą w Puerto Cortés.

## Kariera reprezentacyjna
W seniorskiej reprezentacji Belize Smith zadebiutował za kadencji selekcjonera Anthony'ego Adderly, 13 czerwca 2004 w przegranym 0:4 meczu z Kanadą, wchodzącym w skład eliminacji do Mistrzostw Świata 2006, zakończonych niepowodzeniem dla jego kadry. W 2005 roku został powołany na Puchar Narodów UNCAF, gdzie wystąpił we wszystkich trzech spotkaniach w wyjściowej jedenastce, będąc podstawowym zawodnikiem swojej drużyny, która zanotowała jednak komplet porażek i odpadła z rozgrywek już w fazie grupowej. Taka sama sytuacja miała miejsce w 2007 roku, kiedy to Belizeńczycy zakończyli swój udział w Pucharze Narodów UNCAF na fazie grupowej, przegrywając wszystkie trzy mecze, a on sam dwukrotnie pojawiał się wówczas na boisku. Później wystąpił jeszcze w czterech pojedynkach w ramach eliminacji do Mistrzostw Świata 2010; w jednym z nich strzelił swojego premierowego gola w kadrze narodowej, 26 marca 2008 w zremisowanej 1:1 konfrontacji z Saint Kitts i Nevis, zaś Belizeńczycy ponownie nie zdołali się zakwalifikować na mundial.
W 2009 roku Smith po raz trzeci znalazł się w składzie na Puchar Narodów UNCAF. Rozegrał tam w wyjściowej jedenastce wszystkie trzy mecze, a jego drużyna, prowadzona wówczas przez meksykańskiego szkoleniowca Renana Couoha, znów odpadła z turnieju w fazie grupowej. W 2011 roku został powołany przez trenera José de la Paza Herrerę na turniej Copa Centroamericana, kontynuację Pucharu Narodów. Podczas tych rozgrywek, podobnie jak poprzednio, trzykrotnie wybiegał na plac gry w pierwszym składzie, ponadto zdobył gola z rzutu karnego w meczu z Salwadorem (2:5), a ekipa Belize ponownie zakończyła swój udział w imprezie już w fazie grupowej. Sześciokrotnie pojawiał się na boiskach podczas eliminacji do Mistrzostw Świata 2014, lecz jego drużynie znów nie udało się awansować na światowy czempionat. W 2013 roku znów znalazł się w składzie na Copa Centroamericana, gdzie w pełnym wymiarze czasowym rozegrał wszystkie pięć meczów, będąc liderem swojego zespołu, a Belizeńczycy, prowadzeni przez kostarykańskiego selekcjonera Leroya Sherriera Lewisa, zajęli czwartą lokatę, najwyższą w historii swoich występów w tym turnieju.
Kilka miesięcy później Smith został powołany przez amerykańskiego trenera Iana Morka na Złoty Puchar CONCACAF. Belizeńczycy, debiutujący wówczas w tych rozgrywkach, przegrali wszystkie trzy spotkania, odpadając z turnieju już w fazie grupowej, zaś on sam pełnił rolę kapitana kadry narodowej, rozegrał wszystkie mecze od pierwszej do ostatniej minuty, a w konfrontacji z USA (1:6) zanotował asystę przy historycznym golu Iana Gaynaira, pierwszym strzelonym przez Belize w rozgrywkach Złotego Pucharu.